# Anthophora flavocincta
Anthophora flavocincta là một loài Hymenoptera trong họ Apidae. Loài này được Huard mô tả khoa học năm 1897.